# ThinkGeek
ThinkGeek — американський роздрібний продавець, який обслуговує комп'ютерних ентузіастів та «гік-культуру».

## Історія
ThinkGeek був заснований у 1999 році, і спочатку розташовувався у центрі Маклейн, штат Вірджинія. Компанія була заснована Джен Фрейзер, Джоном Сіме, Скоттом Смітом, і Віллі Вадною. ThinkGeek починався як бічний проект.
Офіційна дата запуску вебсайту — 13 серпня 1999 року. Andover.net, бостонський видавець технологічних новин, придбав ThinkGeek у жовтні 1999 року. Лише кілька місяців пізніше andover.net була придбана VA Linux, каліфорнійською технічною компанією, яка спеціалізується на апаратних та програмних продуктах Linux. VA Linux, після декількох змін назви, став Geeknet.
У серпні 2000 року компанія перемістила свої офіси до Ферфаксу, Вірджинія. ThinkGeek виріс і збільшив кількість працівників від шести в 2004 році до 83 у 2013 році. Доходи компанії також збільшилися протягом цього періоду часу, досягши 50 мільйонів доларів в 2009 та 118,9 млн дол. США у 2012 році.
У 2012 році ThinkGeek був ранжований як один з кращих онлайн-роздрібних продавців, та перебував у списку під № 175 в Internet Retailer Top 500 List.
Талісман ThinkGeek — мавпа на ім'я Тіммі.
26 травня 2015 року було оголошено, що орієнтований на поп-культуру рітейлер Hot Topic запропонував придбати Geeknet і ThinkGeek за 17,50 доларів за акцію, оцінивши компанію в 122 мільйони доларів. Однак 29 травня 2015 року було виявлено, що неуточнена компанія зробила зустрічну пропозицію у розмірі 20 доларів за акцію; пропозиція Hot Topic була відсунута до 1 червня 2015 року, щоб перевищити цю нову пропозицію. 2 червня 2015 року було оголошено, що роздрібна мережа відеоігор GameStop придбала Geeknet за 140 мільйонів доларів. Угода була завершена 17 липня 2015 року.
25 вересня 2015 року ThinkGeek відкрив свій перший роздрібний магазин у торговому центрі Florida Mall в Орландо, штат Флорида. У 2016 році ThinkGeek відкрив ще 25 фізичних магазинів у США, а також 25 міжнародних магазинів.
У червні 2019 року ThinkGeek оголосив, що припинить роботу свого Інтернет-магазину та інтегрує свої операції електронної комерції у «підбірку» онлайн-операцій GameStop. Деталі нових продуктів після закриття автономного сайту були оприлюднені в січні 2020 року, включаючи тематичні колонки Bluetooth на тему Джигліпуф та Get Schwifty (від Рік та Морті).

## Продукти
ThinkGeek створив систему балів під назвою «Geek Points», за якою клієнти могли отримувати винагороду за придбання більшої кількості продуктів.
Більшість товарів ThinkGeek ліцензовані різними франшизами наукової фантастики та фентезі, такими як «Зоряні війни», «Зоряний шлях», «Світляк», «Комікси Марвел», «Доктор Хто», «Майнкрафт» та «Теорія великого вибуху».
ThinkGeek був відомий своїми жартами до Першого квітня. Сайт розмістив серію вигаданих, нетрадиційних продуктів, що посилаються на популярну культуру, таких як «Бенксі-тостер», «Де Барб?» (пародія на тему «Чужі речі» на «Де Вальдо?») та «Поштова скринька Тора». Серед найпопулярніших речей було «Консервоване м'ясо єдинорога», «Ковдра зі щупальців».